# 16.ª etapa da Volta a Espanha de 2021
A 16.ª etapa da Volta a Espanha de 2021 teve lugar a 31 de agosto de 2021 entre Laredo e Santa Cruz de Bezana sobre um percurso de 180 km e foi vencida pelo neerlandês Fabio Jakobsen da equipa Deceuninck-Quick Step. O noruego Odd Christian Eiking manteve a liderança mais um dia.

## Classificação da etapa
| Laredo - Santa Cruz de Bezana | etapa plana | (180 km) |

| \| Classificação por etapas \| Classificação por etapas \| Classificação por etapas \| Classificação por etapas \| Classificação por etapas \| \| Ciclista \| Ciclista \| Equipe \| Tempo \| \| \| ------------------------ \| ------------------------ \| ---------------------------------- \| ------------------------ \| ------------------------ \| \| 1. \| Fabio Jakobsen \| Deceuninck-Quick Step \| 4h08m57s \| \| \| 2. \| Jordi Meeus \| Bora-Hansgrohe \| + 0s \| \| \| 3. \| Matteo Trentin \| UAE Team Emirates \| + 0s \| \| \| 4. \| Michael Matthews \| BikeExchange \| + 0s \| \| \| 5. \| Alberto Dainese \| Team DSM \| + 0s \| \| \| 6. \| Jon Aberasturi \| Caja Rural-Seguros RGA \| + 0s \| \| \| 7. \| Rui Oliveira \| UAE Team Emirates \| + 0s \| \| \| 8. \| Riccardo Minali \| Intermarché-Wanty-Gobert Matériaux \| + 0s \| \| \| 9. \| Antonio Jesús Soto \| Euskaltel-Euskadi \| + 0s \| \| \| 10. \| Clément Venturini \| AG2R Citroën Team \| + 0s \| \| |                    |                                    |          |
| |                    |                                    |          |
| Fonte: ProCyclingStats |                    |                                    |          |
| Classificação por etapas |                    |                                    |          |
| Ciclista | Ciclista           | Equipe                             | Tempo    |
| 1. | Fabio Jakobsen     | Deceuninck-Quick Step              | 4h08m57s |
| 2. | Jordi Meeus        | Bora-Hansgrohe                     | + 0s     |
| 3. | Matteo Trentin     | UAE Team Emirates                  | + 0s     |
| 4. | Michael Matthews   | BikeExchange                       | + 0s     |
| 5. | Alberto Dainese    | Team DSM                           | + 0s     |
| 6. | Jon Aberasturi     | Caja Rural-Seguros RGA             | + 0s     |
| 7. | Rui Oliveira       | UAE Team Emirates                  | + 0s     |
| 8. | Riccardo Minali    | Intermarché-Wanty-Gobert Matériaux | + 0s     |
| 9. | Antonio Jesús Soto | Euskaltel-Euskadi                  | + 0s     |
| 10. | Clément Venturini  | AG2R Citroën Team                  | + 0s     |

## Classificações ao final da etapa

### Classificação geral
| \| Classificação geral \| Classificação geral \| Classificação geral \| Classificação geral \| Classificação geral \| \| Ciclista \| Ciclista \| Equipe \| Tempo \| \| \| ------------------- \| -------------------- \| ---------------------------------- \| ------------------- \| ------------------- \| \| 1. \| Odd Christian Eiking \| Intermarché-Wanty-Gobert Matériaux \| 64h06m47s \| \| \| 2. \| Guillaume Martin \| Cofidis \| + 54s \| \| \| 3. \| Primož Roglič \| Jumbo-Visma \| + 1m36s \| \| \| 4. \| Enric Mas \| Movistar Team \| + 2m11s \| \| \| 5. \| Miguel Ángel López \| Movistar Team \| + 3m04s \| \| \| 6. \| Jack Haig \| Bahrain Victorious \| + 3m35s \| \| \| 7. \| Egan Bernal \| Ineos Grenadiers \| + 4m21s \| \| \| 8. \| Adam Yates \| Ineos Grenadiers \| + 4m34s \| \| \| 9. \| Sepp Kuss \| Jumbo-Visma \| + 4m59s \| \| \| 10. \| Felix Großschartner \| Bora-Hansgrohe \| + 5m31s \| \| |                      |                                    |           |
| |                      |                                    |           |
| Fonte: ProCyclingStats |                      |                                    |           |
| Classificação geral |                      |                                    |           |
| Ciclista | Ciclista             | Equipe                             | Tempo     |
| 1. | Odd Christian Eiking | Intermarché-Wanty-Gobert Matériaux | 64h06m47s |
| 2. | Guillaume Martin     | Cofidis                            | + 54s     |
| 3. | Primož Roglič        | Jumbo-Visma                        | + 1m36s   |
| 4. | Enric Mas            | Movistar Team                      | + 2m11s   |
| 5. | Miguel Ángel López   | Movistar Team                      | + 3m04s   |
| 6. | Jack Haig            | Bahrain Victorious                 | + 3m35s   |
| 7. | Egan Bernal          | Ineos Grenadiers                   | + 4m21s   |
| 8. | Adam Yates           | Ineos Grenadiers                   | + 4m34s   |
| 9. | Sepp Kuss            | Jumbo-Visma                        | + 4m59s   |
| 10. | Felix Großschartner  | Bora-Hansgrohe                     | + 5m31s   |

### Classificação por pontos
| Classificação por pontos | Classificação por pontos | Classificação por pontos | Classificação por pontos | Classificação por pontos |
| Ciclista                 | Ciclista                 | Equipe                   | Pontos                   |                          |
| ------------------------ | ------------------------ | ------------------------ | ------------------------ | ------------------------ |
| 1.                       | Fabio Jakobsen           | Deceuninck-Quick Step    | 250 pts                  |                          |
| 2.                       | Matteo Trentin           | UAE Team Emirates        | 123 pts                  |                          |
| 3.                       | Magnus Cort              | EF Education-Nippo       | 114 pts                  |                          |
| 4.                       | Michael Matthews         | BikeExchange             | 110 pts                  |                          |
| 5.                       | Alberto Dainese          | Team DSM                 | 109 pts                  |                          |
| 6.                       | Primož Roglič            | Jumbo-Visma              | 108 pts                  |                          |
| 7.                       | Arnaud Démare            | Groupama-FDJ             | 88 pts                   |                          |
| 8.                       | Enric Mas                | Movistar Team            | 75 pts                   |                          |
| 9.                       | Jordi Meeus              | Bora-Hansgrohe           | 72 pts                   |                          |
| 10.                      | Romain Bardet            | Team DSM                 | 70 pts                   |                          |

### Classificação da montanha
| Classificação da montanha | Classificação da montanha | Classificação da montanha          | Classificação da montanha | Classificação da montanha |
| Ciclista                  | Ciclista                  | Equipe                             | Pontos                    |                           |
| ------------------------- | ------------------------- | ---------------------------------- | ------------------------- | ------------------------- |
| 1.                        | Romain Bardet             | Team DSM                           | 50 pts                    |                           |
| 2.                        | Damiano Caruso            | Bahrain Victorious                 | 31 pts                    |                           |
| 3.                        | Rafał Majka               | UAE Team Emirates                  | 29 pts                    |                           |
| 4.                        | Michael Storer            | Team DSM                           | 24 pts                    |                           |
| 5.                        | Pavel Sivakov             | Ineos Grenadiers                   | 16 pts                    |                           |
| 6.                        | Jack Haig                 | Bahrain Victorious                 | 15 pts                    |                           |
| 7.                        | Primož Roglič             | Jumbo-Visma                        | 12 pts                    |                           |
| 8.                        | Kenny Elissonde           | Trek-Segafredo                     | 11 pts                    |                           |
| 9.                        | Rein Taaramäe             | Intermarché-Wanty-Gobert Matériaux | 10 pts                    |                           |
| 10.                       | Sepp Kuss                 | Jumbo-Visma                        | 9 pts                     |                           |

### Classificação dos jovens
| Classificação dos jovens | Classificação dos jovens | Classificação dos jovens | Classificação dos jovens | Classificação dos jovens |
| Ciclista                 | Ciclista                 | Equipe                   | Tempo                    |                          |
| ------------------------ | ------------------------ | ------------------------ | ------------------------ | ------------------------ |
| 1.                       | Egan Bernal              | Ineos Grenadiers         | 64h11m08s                |                          |
| 2.                       | Aleksandr Vlasov         | Astana-Premier Tech      | + 1m43s                  |                          |
| 3.                       | Gino Mäder               | Bahrain Victorious       | + 2m26s                  |                          |
| 4.                       | Juan Pedro López         | Trek-Segafredo           | + 6m47s                  |                          |
| 5.                       | Rémy Rochas              | Cofidis                  | + 22m14s                 |                          |
| 6.                       | Clément Champoussin      | AG2R Citroën Team        | + 32m43s                 |                          |
| 7.                       | Steff Cras               | Lotto-Soudal             | + 37m21s                 |                          |
| 8.                       | Jefferson Cepeda         | Caja Rural-Seguros RGA   | + 45m05s                 |                          |
| 9.                       | Gotzon Martín            | Euskaltel-Euskadi        | + 1h00m24s               |                          |
| 10.                      | Pavel Sivakov            | Ineos Grenadiers         | + 1h08m18s               |                          |

### Classificação por equipas
| Classificação por equipes | Classificação por equipes          | Classificação por equipes | Classificação por equipes |
| Equipe                    | Equipe                             | Tempo                     |                           |
| ------------------------- | ---------------------------------- | ------------------------- | ------------------------- |
| 1.                        | Ineos Grenadiers                   | 192h19m54s                |                           |
| 2.                        | UAE Team Emirates                  | + 3m40s                   |                           |
| 3.                        | Bahrain Victorious                 | + 6m48s                   |                           |
| 4.                        | Movistar Team                      | + 15m41s                  |                           |
| 5.                        | Jumbo-Visma                        | + 17m41s                  |                           |
| 6.                        | Trek-Segafredo                     | + 38m58s                  |                           |
| 7.                        | Intermarché-Wanty-Gobert Matériaux | + 41m09s                  |                           |
| 8.                        | Astana-Premier Tech                | + 59m29s                  |                           |
| 9.                        | AG2R Citroën Team                  | + 1h00m43s                |                           |
| 10.                       | Cofidis                            | + 1h05m28s                |                           |

## Abandonos
Sep Vanmarcke, Giulio Ciccone e Rudy Molard não completaram a etapa.